# 佐藤佑暉
佐藤 佑暉（さとう ゆうき、1月26日 - ）は、日本の俳優、声優。神奈川県出身。青二プロダクション所属。本名・旧芸名は佐藤 浩之（さとう ひろゆき）。

## 略歴
東海大学海洋学部水産学科卒業、青二塾東京校4期卒業。
劇団芸協にも所属していた。
2003年1月1日付で芸名を佐藤 浩之から佐藤 佑暉に改名した。

## 人物
資格は普通自動車運転免許、普通自動二輪車免許。
趣味はテニス、釣り、スクーターレース。特技はプラネタリウム解説。

## 出演
太字はメインキャラクター。

### テレビアニメ
1986年
- 聖闘士星矢（1986年 - 1987年、側近 他）
- ワンダービートS

1987年
- ゲゲゲの鬼太郎（第3作）（ぬっぺらぼうA、鬼道衆B）
- 新メイプルタウン物語 パームタウン編（記者A）
- ドラゴンボール（弟子）
- トランスフォーマー ザ☆ヘッドマスターズ（1987年 - 1988年、偵察員、フライホイール）
- レディレディ!!（マーク）

1988年
- キテレツ大百科（1988年 - 1994年、みよ子の父、田倉、ハリー、早坂、鈴木、八百九 他）
- 魁!!男塾（巡査B）
- 闘将!!拉麵男（盗賊、客、修業僧）
- トランスフォーマー 超神マスターフォース（監督、若者B、パイロット、運転手、ドライバーB 他）
- ビックリマン（助うご、お助けさん、アルミ之助、手下C、手下、似助）
- ひみつのアッコちゃん（1988年版）（通訳の青年、フィリップ、玉木君）

1989年
- 悪魔くん（ミイラ、島人）
- かりあげクン（立川クン、警官、運転手、セールスマン、よしお 他）
- 獣神ライガー（警官A、男A、不良B）
- 戦え!超ロボット生命体 トランスフォーマーV（マッハ / マッハタックル、ガイリュウ）
- ドラゴンボールZ（1989年 - 1992年、運転手、鬼、男、調査員、部下 他）
- 新ビックリマン（1989年 - 1990年、コミック画王、エリースター、バランサン、折噛Pe、魔子クレオクフ）
- 魔動王グランゾート（村人、抗体）

1990年
- ドラゴンクエスト（1990年 - 1991年、船員A、フランク、戦士、ピサロ、侍従）
- まじかる☆タルるートくん（1990年 - 1992年、暴走族、右足、歯科医）
- 魔法使いサリー（1989年版）（運転手）
- 勇者エクスカイザー（マネージャー）

1991年
- 緊急発進セイバーキッズ
- ゲッターロボ號
- トラップ一家物語（男、ボーイ、銀行員、ウェイター）
- 新世紀GPXサイバーフォーミュラ（スタッフ）

1992年
- 元気爆発ガンバルガー（サラリーマン）
- スーパービックリマン（ベニソス、ザイクロイド・アノド）
- 大草原の小さな天使 ブッシュベイビー（アワン）
- 超電動ロボ　鉄人28号FX
- バトルファイターズ 餓狼伝説（部下A）
- 美少女戦士セーラームーン（1992年 - 1996年、古幡元基、執事） - 5シリーズ
- ボーイフレンド（堀）

1993年
- 蒼き伝説シュート!（服部正二）
- GS美神（アニキ）
- ツヨシしっかりしなさい（1993年 - 1994年、医者、店長、男C、犯人）

1994年
- キャプテン翼J（新田瞬）

1995年
- アニメ世界の童話（キツネ）
- ロミオの青い空（レオ、パニオ）

1996年
- ゲゲゲの鬼太郎（第4作）（青年、良雄）
- ドラゴンボールGT（信者、ネージ / スーパーシグマ）
- ビット・ザ・キューピッド（ペルセウス）

1997年
- 中華一番!（1997年 - 1998年、料理人、部下B、客B、イグル、料理人D）

1999年
- ゴクドーくん漫遊記（鄭）
- 神八剣伝（クワナ、スカ、少尉、一揆組）
- BLUE GENDER（トニー・フロスト）

2001年
- スクライド（新米刑事）

2002年
- キン肉マンII世（アポロンマン、リキシマン）

2003年
- ソニックX（トラピス）
- FIRESTORM（トッド）

### 劇場アニメ
1988年
- 聖闘士星矢 神々の熱き戦い（兵士）
- ドラゴンボール 摩訶不思議大冒険（兵士）

1989年
- 聖闘士星矢 最終聖戦の戦士たち（船員達）

1990年
- 風の名はアムネジア

1991年
- 機動戦士ガンダムF91（ケーン・ソン）

1992年
- 三国志 第一部・英雄たちの夜明け（徐庶〈初代〉）
- ろくでなしBLUES 1993（広成）

1993年
- 銀河英雄伝説 新たなる戦いの序曲（ザンデルス）
- 三国志 第二部・長江燃ゆ!（献帝）

1994年
- 餓狼伝説 -THE MOTION PICTURE-（作業員A）

1995年
- MEMORIES「最臭兵器」（通信兵）

### OVA
1986年
- デルパワーX 爆発みらくる元気!!（生徒・水本くん）

1988年
- Crying フリーマン（男）
- ドラゴンズヘブン（兵士2）
- メタルスキンパニック MADOX-01（暴走族B）

1989年
- 紅い牙 ブルー・ソネット（男子生徒A、医師）

1990年
- ウルトラ・スーパー・デラックスマン（警官B）
- 湘南爆走族6 GT380ヒストリー（青年A）
- トランスフォーマーZ（サンランナー）
- BE-BOP-HIGHSCHOOL（高校生B、シンペー）
- 変幻退魔夜行 カルラ舞う!〜仙台小芥子怨歌〜（神主2）
- ミノタウロスの皿（役人D）
- 八神くんの家庭の事情（三宅勇三）

1991年
- ここはグリーン・ウッド（寮生D）
- 3×3 EYES（達也）
- スローステップ（隊長）
- 創竜伝（1991年 - 1992年）
- 小学生の誘拐防止 ユミちゃんあぶないよ!
- 帝都物語（学者、弟子）
- 巴がゆく!（コーチ）
- 星くずパラダイス（スタッフ）

1992年
- ジャイアントロボ THE ANIMATION -地球が静止する日（1992年 - 1998年、博士、エキスパート#2、エキスパート#3、阮小五）
- ダウンロード 南無阿弥陀仏は愛の詩
- 超時空要塞マクロスII -LOVERS AGAIN-

1993年
- キッスは瞳にして（教師〈担任〉）

1994年
- 鬼切丸（康男）
- 銀河英雄伝説（ザンデルス）

1999年
- 機動戦士ガンダム 第08MS小隊（ガウエンジニア）

2002年
- I'll/CKBC（近藤有季）

### Webアニメ
- ブラック・ジャック（2001年、通行人、運転手）
- The King of Fighters: Another Day（2005年、アルバ・メイラ）

### ゲーム
1992年
- アイル・ロード（アーシャルク・グロウリー）
- ドラゴンナイトII（魔法使い）
- TRAVELエプル（研究所の所長）

1993年
- アークスI・II・III（グラン・デュ・クーロス）
- 幻蒼大陸オーレリア
- サイボーグ009（ブラックゴースト）

1994年
- ドラゴンナイトIII
- 天地を喰らう ※PCエンジン SUPER CD-ROM²版
- モンスターメーカー 闇の竜騎士（ペルタニウス）

2001年
- メタルギアソリッド2

2004年
- KOF MAXIMUM IMPACT（アルバ・メイラ）

2005年
- KOFMAXIMUM IMPACT MANIAX（アルバ・メイラ）

2006年
- KOF MAXIMUM IMPACT 2（アルバ・メイラ）
- メタルギアソリッド ポータブル・オプス（兵士）

2007年
- KOF MAXIMUM IMPACT REGULATION "A"（アルバ・メイラ）
- メタルギアソリッド ポータブル・オプス+（兵士）

2012年
- ドラゴンボールヒーローズ（2011年 - 2018年、スーパーΣ） - 5作品

2019年
- スーパードラゴンボールヒーローズ ワールドミッション（スーパーΣ）

### ドラマCD
- 風の大陸 CDシネマ1 邂逅編 上（盗賊A）
- ビックリマン 新たなる出発（エイプポンプ）

### 吹き替え

#### 映画
- シザーハンズ ※ソフト版
- マスク（ベン）※日本テレビ版

#### ドラマ
- ジム・ヘンソンのストーリーテラー（皇帝の家来たち）

#### 人形劇
- きかんしゃトーマス（ハロルド、ドナルド、ダグラス〈代役〉、ハリー、いたずら貨車たち 他）※フジテレビ版
- きかんしゃトーマス 魔法の線路（ハロルド）

### 特撮
2000年代
- ウルトラマンコスモス（2001年、ウルトラマンコスモスの声）
- ウルトラマンコスモスVSウルトラマンジャスティス THE FINAL BATTLE（2003年、ウルトラマンコスモスの声）

2010年代
- ウルトラマンサーガ（2012年、ウルトラマンコスモスの声）

### テレビドラマ
- 透明人間

### テレビ番組
- なるほどペット通信（ボイスオーバー）
- ポンキッキーズ ゴー!ゴー!コニーちゃん（トウモロコシくん）

### ナレーション
- ウオッチ
- 緊急独占密着!「ペ・ヨンジュン」（CS・旅チャンネル）
- 100分de名著（NHKEテレ、幸福論SP朗読）
- 南太平洋の大自然

### 玩具
- ウルトラレプリカ コスモプラック（2019年10月、玩具） - ウルトラマンコスモス 役